# Horten Futsal 2008-2009
Questa voce raccoglie le informazioni riguardanti l'Horten Futsal nelle competizioni ufficiali della stagione 2008-2009.

## Stagione
L'Horten ha partecipato alla Futsal Eliteserie 2008-2009, primo campionato norvegese riconosciuto dalla Norges Fotballforbund. La squadra ha chiuso l'annata al 7º posto finale.

## Rosa
| N° | Naz.                | Ruolo | Sportivo             | Anno     |  |  |
| -- | ------------------- | ----- | -------------------- | -------- |  |  |
|    | Norvegia (bandiera) | POR   | Lars Jørgen Myhrvold | 19.11.80 |  |  |
|    | Norvegia (bandiera) | DIF   | Henrik Arnesen       |          |  |  |
|    | Norvegia (bandiera) | UNI   | Kristoffer Silberg   | 26.03.85 |  |  |
|    | Norvegia (bandiera) |       | Jørn Allum           |          |  |  |
|    | Norvegia (bandiera) |       | Christer Andersen    |          |  |  |
|    | Norvegia (bandiera) |       | Ronny Andersen       |          |  |  |
|    | Norvegia (bandiera) |       | Rune Andersen        |          |  |  |
|    | Norvegia (bandiera) |       | Jørgen Bue Solli     |          |  |  |
|    | Norvegia (bandiera) |       | Andre Jacobsen       |          |  |  |
|    | Norvegia (bandiera) |       | Rune Larsen          |          |  |  |
|    | Norvegia (bandiera) |       | Reidar Lindqvist     |          |  |  |
|    | Norvegia (bandiera) |       | Andreas Mossestad    |          |  |  |
|    | Norvegia (bandiera) |       | Stian Nilsen         |          |  |  |

## Risultati

### Eliteserie

#### Girone di andata
| 29 novembre 2008, ore 12:00 1ª giornata | Horten | 4 – 9 referto | KFUM Oslo | \| Arbitro: \| Åndal \| |
| Arbitro:                                | Åndal  |               |           |                         |

| 29 novembre 2008, ore 18:00 2ª giornata | Holmlia | 9 – 2 referto | Horten | \| Arbitro: \| Hestvåg \| |
| Arbitro:                                | Hestvåg |               |        |                           |

| 30 novembre 2008, ore 14:00 3ª giornata | Horten           | 3 – 7 referto | Solør | \| Arbitro: \| Bjørndalen Røang \| |
| Arbitro:                                | Bjørndalen Røang |               |       |                                    |

| 13 dicembre 2008, ore 12:00 4ª giornata | Bogstadveien  | 3 – 5 referto | Horten | \| Arbitro: \| Thorsø Hansen \| |
| Arbitro:                                | Thorsø Hansen |               |        |                                 |

| 13 dicembre 2008, ore 20:00 5ª giornata | Horten          | 5 – 5 referto | Vegakameratene | \| Arbitro: \| Konstali Randen \| |
| Arbitro:                                | Konstali Randen |               |                |                                   |

| 14 dicembre 2008, ore 14:00 6ª giornata | Nidaros      | 4 – 3 referto | Horten | \| Arbitro: \| Rafiq (Oslo) \| |
| Arbitro:                                | Rafiq (Oslo) |               |        |                                |

| 3 gennaio 2009, ore 20:00 7ª giornata | Horten       | 5 – 8 referto | Fyllingsdalen | \| Arbitro: \| Rafiq (Oslo) \| |
| Arbitro:                              | Rafiq (Oslo) |               |               |                                |

| 3 gennaio 2009, ore 18:00 8ª giornata | Horten | 6 – 1 referto | Sandefjord | \| Arbitro: \| Akdas \| |
| Arbitro:                              | Akdas  |               |            |                         |

| 4 gennaio 2009, ore 14:00 9ª giornata | Harstad | 0 – 2 referto | Horten | \| Arbitro: \| Ølmheim \| |
| Arbitro:                              | Ølmheim |               |        |                           |

#### Girone di ritorno
| 17 gennaio 2009, ore 18:00 10ª giornata | KFUM Oslo | 7 – 2 referto | Horten | \| Arbitro: \| Hanssen \| |
| Arbitro:                                | Hanssen   |               |        |                           |

| 17 gennaio 2009, ore 12:00 11ª giornata | Horten | 5 – 11 referto | Holmlia | \| Arbitro: \| Akdas \| |
| Arbitro:                                | Akdas  |                |         |                         |

| 18 gennaio 2009, ore 14:00 12ª giornata | Solør  | 4 – 7 referto | Horten | \| Arbitro: \| Lyngbø \| |
| Arbitro:                                | Lyngbø |               |        |                          |

| 24 gennaio 2009, ore 12:00 13ª giornata | Horten           | 9 – 4 referto | Bogstadveien | \| Arbitro: \| Bjørndalen Røang \| |
| Arbitro:                                | Bjørndalen Røang |               |              |                                    |

| 24 gennaio 2009, ore 20:00 14ª giornata | Vegakameratene | 8 – 1 referto | Horten | \| Arbitro: \| Hussain \| |
| Arbitro:                                | Hussain        |               |        |                           |

| 25 gennaio 2009, ore 14:00 15ª giornata | Horten       | 3 – 11 referto | Nidaros | \| Arbitro: \| Rafiq (Oslo) \| |
| Arbitro:                                | Rafiq (Oslo) |                |         |                                |

| 14 febbraio 2009, ore 14:00 16ª giornata | Fyllingsdalen | 2 – 7 referto | Horten | \| Arbitro: \| Myhren \| |
| Arbitro:                                 | Myhren        |               |        |                          |

| 14 febbraio 2009, ore 14:00 17ª giornata | Sandefjord | 5 – 1 referto | Horten | \| Arbitro: \| Lyngbø \| |
| Arbitro:                                 | Lyngbø     |               |        |                          |

| 15 febbraio 2009, ore 19:00 18ª giornata | Horten  | 4 – 4 referto | Harstad | \| Arbitro: \| Ølmheim \| |
| Arbitro:                                 | Ølmheim |               |         |                           |